# Andróssovo
Andróssovo (en rus: Андросово) és un poble de l'óblast de Nijni Nóvgorod, a Rússia, segons el cens del 2010 tenia 3 habitants, pertany al municipi de Vetóixkino.